# Takeucsi Dzsunko
Takeucsi Dzsunko (japánul: 竹内順子, Szaitama prefektúra, 1972. április 5. –) japán színésznő és szeijú. Legismertebb szerepei Uzumaki Naruto és Gon Freeccs.

## Életrajz
2006. július 14-én házasodott össze Hamada Kendzsivel.